# Un medico di campagna
Un medico di campagna (Ein Landarzt, in italiano conosciuto anche come Il medico condotto) è un racconto scritto da Franz Kafka nel 1916-17 e pubblicato da Kurt Wolff nel 1919 nella raccolta omonima.

## Trama
La storia segue passo passo la vicenda di un medico condotto operante in un paesino di campagna e dei suoi ripetuti ma inizialmente infruttuosi tentativi d'andare a far visita ad un ragazzo gravemente ammalato in una gelida notte invernale. Purtroppo per lui, tutta una serie d'eventi sfortunati, uno più surreale dell'altro, si verificano, tra cui la stranissima comparsa d'un misterioso personaggio all'interno del capannone che racchiude i maiali.
Il buon dottore riceve una chiamata urgente, deve pertanto correr per andar ad assistere un malato; ma l'unico cavallo ch'era in suo possesso è morto proprio la sera prima, così la sua cameriera di nome Rosa viene mandata a chiederne uno in prestito ai vicini: torna però poco dopo a mani vuote. Nessuno vuol rischiare uno dei propri preziosi cavalli per un viaggio in una notte simile.
Proprio mentre il dottore sta esprimendo tutta la sua frustrazione e tormento per la situazione che s'è venuta a creare, e dentro cui egli si trova completamente impotente, ecco che sente scalciare contro la porta del porcile; dal suo interno appare una persona che, presentandosi come uno stalliere, gli fornisce immediatamente una coppia di magnifici e freschi cavalli. Quando però la cameriera s'avvicina per aiutare ad attaccar i cavalli alla carrozza l'uomo non riesce proprio a trattenersi dallo schioccarle un bacio appassionato sul viso.
Rosa ha risposto all'aggressione con un tremendo morso, lasciando così allo sconosciuto due belle file di segni rossi sulla guancia: il dottore all'inizio lo sgrida anche lui furiosamente, ma si rende rapidamente conto che si trova profondamente in debito con lui e, fattogli un cenno, lo fa salire con lui in carrozza. L'uomo si rifiuta recisamente di mettersi in viaggio, preferendo di gran lunga stare lì ad aspettarlo a casa in compagnia di Rosa.
A sentir queste parole la cameriera terrorizzata si lancia in direzione della porta di casa per chiudersi dentro: il medico non può più far nulla per fermare lo sconosciuto, in quanto questi ha già fatto partire di gran carriera i cavalli. Mentre la carrozza col dottore sopra s'allontana velocemente lungo il sentiero, l'uomo dei cavalli si volta e va in direzione della casa al cui interno si trova asserragliata Rosa.
In un brevissimo spazio di tempo il medico è giunto all'interno del cortile della casa in cui abita il suo giovane paziente malato e bisognoso di cure; non gli par vero di aver fatto in quello che a lui è parso un attimo più di 10 miglia. Introdotto nella casa ha subito uno strano colloquio con i membri della famiglia: giunto che è davanti al paziente sente tranquillamente chieder d'esser lasciato morire.
Dopo una visita sommaria il medico lo ritiene fondamentalmente sano, ma poco dopo s'accorge che la sorella del ragazzo tiene tra le mani un asciugamano insanguinato: il ragazzo ha invece una profonda ferita seminascosta sul fianco destro. Il dottore si mette immediatamente all'opera per medicarla e disinfettarla dai vermi che già vi brulicano. I cavalli nel frattempo, dopo essersi in qualche modo liberati dalle cinghie che li trattenevano, si mettono a nitrire freneticamente dopo aver aperto le imposte della finestra della stanza.
A questo punto tutti i pensieri del medico si trovano focalizzati sul destino che attende Rosa, per il quale egli incolpa in pieno esclusivamente se stesso. Tutto ad un tratto tutti i membri della famiglia, accordatisi, lo spogliano costringendolo poi a mettersi sotto il letto sdraiato accanto al ragazzo. Egli assicura il paziente che la ferita non è assolutamente mortale e che pertanto può stare tranquillo
Rivestitosi con tutti i suoi abiti scavalca la finestra aperta e velocemente s'allontana in groppa al cavallo, con l'altro e la carrozza ancora agganciato che gli van dietro. Ma la strada del ritorno pare esser molto più lunga di com'era all'andata; i cavalli oramai sono esausti, ed il medico si trova così immerso in solitudine nel bel mezzo di un deserto di neve.
Si sente tradito da tutti, dai suoi pazienti e dalla comunità intera, ch'egli ha sempre così fedelmente servito. Capisce d'esser stato ingannato!

## Edizioni
- Un medico di campagna, traduzione dal tedesco di Giuseppina Gatta. Illustrazioni di Karel Hruška, Vitalis, Praga 2016, ISBN 978-80-7253-286-5.
- La metamorfosi e tutti i racconti pubblicati in vita, "UEF" Feltrinelli, Milano 1994
- Racconti, a cura di Ervin Pocar, "I Meridiani" Arnoldo Mondadori Editore, Milano 1970

## Adattamenti
- Nachtland di Cyril Tuschi (1995)
- Menschenkörper di Tobias Frühmorgen (2004)
- Franz Kafka – Ein Landarzt ((カフカ田舎医者 Kafuka: Inaka Isha) - film d'animazione di Koji Yamamura (2007)